# Mikołaj Zarogowski
 Mikołaj Zarogowski  herbu Ostoja (zm. przed 1482) – rajca krakowski, burmistrz Krakowa, dziedzic dóbr ziemskich w Bielanach, Chełmie, Woli Chełmskiej i Przegorzałach.

## Życiorys
Mikołaj Zarogowski pochodził z Zarogowa (obecnie pow. miechowski). Był szlachcicem należącym do rodu Ostojów i jednocześnie mieszczaninem krakowskim. Posiadał dobra ziemskie w Bielanach, Chełmie, Woli Chełmskiej i Przegorzałach. W roku 1447 kupił od Ścibora z Chełmu za 250 grzywien część Bielan wraz z Kołem Tynieckim, następnie nabył w roku 1449 od braci Grzegorza i Piotr z Branic oraz od klasztoru Św. Marka w Krakowie inną część w Bielanach zw. Wężykowska za 166 grzywny. W roku 1457 kupił części w Chełmie wraz z karczmą i gajem od Jana i Mikołaja z Chełmu. W latach 1474–1475 Kazimierz Jagiellończyk poświadczył, że Mikołaj Zarogowski kupił za 2000 grzywien od braci Jakuba i Przedbora z Koniecpola Wolę Chełmską i część Przegorzał.
Mikołaj Zarogowski został przyjęty do prawa miejskiego już w roku 1443, za poręczeniem Jana złotnika. Nominację do rady miejskiej uzyskał w roku 1473. Był właścicielem nieruchomości w Kakowie. Do Zarogowskiego należały trzy domy położone przy ul. Grodzkiej. Dwa z tych domów w 1450 roku sprzedał Gerdanowi, koniuszemu królewskiemu. W 1472 roku Mikołaj Zarogowski ufundował kaplicę w kościele św. Anny ku czci Wszechmogącego Boga, świętych Szymona i Judy Apostołów oraz Mikołaja Wyznawcy. W roku 1480, chcąc przyczynić się do budowy klasztoru kartuskiego pod Krakowem, odstąpił arcybiskupowi elektowi lwowskiemu Janowi Długoszowi i kartuzom z Gemnic swoją wieś Bielany i część Chełmu. Ze względu na to, że nie doszło do wzniesienia klasztoru Kazimierz Jagiellończyk unieważnił kontrakt z 1480 roku i przywrócił synom Zarogowskiego wszelkie prawa do Bielan i części Chełmu. Mikołaj Zarogowski w roku 1482 już nie żył. Dali temu świadectwo rajcy krakowscy, którzy poświadczyli, iż dał on pod budowę kartuzji wyznaczone miejsce w Bielanach oraz że zarządził w swym testamencie, że kiedy Bielany zostaną spłacone, wtedy jego synowie - Mikołaj i Stanisław dadzą jego żonie Katarzynie 100 grzywien, zaś 300 grzywien mają podzielić równo między siebie.
Mikołaj był żonaty z Katarzyną, z którą miał córki Felicję i Jadwigę oraz synów Stanisława i Mikołaja (rajcę miasta Lwowa).